# Group Settlement Scheme

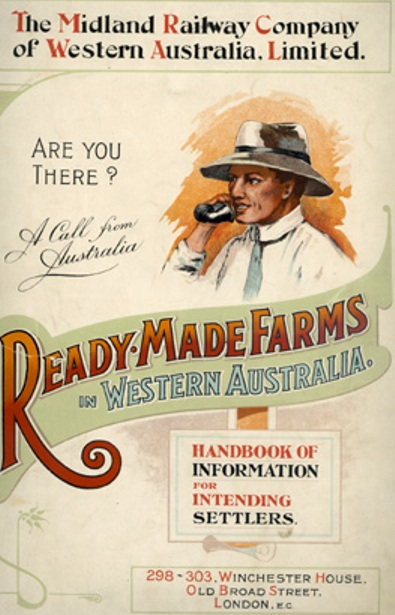
Group Settlement Scheme poster

Het Group Settlement Scheme was een West-Australisch overheidsprogramma uit de jaren 1920. Het moedigde kolonisten aan zich in West-Australië te vestigen. Het werd ontwikkeld door de premier van West-Australië, James Mitchell. Hij breide een vervolg aan het Soldier Settlement Scheme van net na de Eerste Wereldoorlog. Burgers die niet van het Soldier Settlement Scheme konden gebruik maken, konden zich zo ook in West-Australië vestigen. Het voornaamste doel was arbeidskrachten te lokken om grote gebieden bruikbaar te maken voor landbouw zodat West-Australië niet meer afhankelijk zou zijn van de import van voedsel. Het programma sloot ook aan bij de White Australia Policy om de Britse culturele identiteit te versterken. Door de hoge naoorlogse werkloosheid in Groot-Brittannië zag de Britse regering het programma als een manier om de uitkeringen te verminderen. Meer dan 6000 mensen emigreerden naar West-Australië middels het programma dat gefinancierd werd door de regeringen van Australië, West-Australië en het Verenigd Koninkrijk.
Mitchells plan voorzag in lappen grond van 40 tot 65 hectare die door de kolonisten, aanvankelijk gesteund door ervaren landbouwers, zouden worden ontgonnen waarna ze intensief bewerkt konden worden, om zo een zelfvoorzienende zuivelindustrie te ontwikkelen. Premier Mitchell kreeg de bijnaam "Moo-Cow" vanwege zijn ogenschijnlijke obsessie met de zuivelindustrie. Hij en zijn collega's uit de nationalistische partijen beschouwden het onbegrensde grondpotentieel en de mogelijkheid tot verdichting als sleutel tot economische welvaart voor West-Australië.

## Beschrijving
In overeenkomst met de regering van het Verenigd Koninkrijk zou West-Australië 6000 Britse mannen opnemen en vestigen op 6000 boerderijen over een periode van vijf jaar.
De kolonisten en hun families kregen financiële steun voor de overtocht. In ruil waren ze ertoe gebonden in kleine gemeenschappen te werken in onontgonnen gebieden in het zuidwesten en de graangordel van West-Australië. Reeds na één of twee dagen acclimatiseren en na het in orde brengen van administratieve aankomstformaliteiten, werden kavels door loting toegewezen en de kolonisten er naartoe gebracht. Eens ze hun boerderijen op orde hadden, zou van hen verwacht worden dat ze een lening op dertig jaar aan de Landbouwbank zouden terugbetalen waarna de kavel hun eigendom zou worden. Ze werden 10 shilling per dag betaald in de opstartfase wanneer de kavels geklaard werden van bomen en konden 10 pond lenen voor de aankoop van huishoudelijke en landbouwgereedschappen. De lening was van het type waarbij de eerste 5 jaar enkel interest betaald diende te worden. De gemeenschappen bestonden meestal uit een 12 tot 20 tal families en klaarden grond, bouwden omheiningen en vestigden hun boerderijen in regio's die voorheen niemand anders aantrokken.

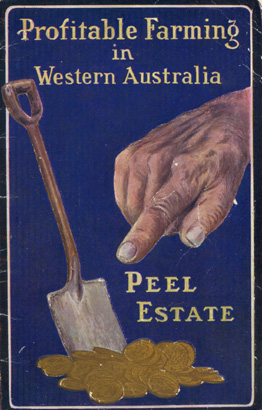
Group Settlement Scheme poster

De beloften aan de deelnemers van het programma waren dikwijls onrealistisch en soms ronduit misleidend. Velen gaven hun ontslag en trokken weg van hun eigendommen eens ze er toekwamen en zich realiseerden welke taak er voor hen lag. Diegenen die volhielden, doorstonden aanzienlijke ontberingen. Onvoldoende middelen werden aangereikt en het ontbrak de kolonisten vaak aan de nodige landbouwkundige vaardigheden en aan het juiste karakter. Er werd dikwijls ongeschikt materiaal geleverd voor het kappen van de immense hardhouten bossen. De onrendabele grootte van de boerderijen en de lage prijzen voor de landbouwproducten dwongen tot het samenvoegen van boerderijen en diverse andere aanpassingen aan het programma. In sommige gebieden zorgden de slechte kwaliteit van de grond voor de falingen. De extreme isolatie in de ongerepte bossen en het gebrek aan infrastructuur voor mobiliteit en communicatie maakten het leven zwaar. 30% van de migranten en 42% van de Australiërs hadden tegen april 1924 hun eigendommen verlaten. Anderen bleven omdat ze geen alternatieven hadden. Veel families dienden in hun levensonderhoud gesteund te worden.
De term Group Settlement zou zijn voorgesteld door de Britse soldaat/kolonist John Wozencroft die een kavel van 34,4 hectare was toegewezen nabij Lefroy Brook bij Pemberton. Nadat hij op advies van het Lands Departement een kavel had uitgekozen, reisde Wozencroft naar Pemberton en ontdekte er hoe onmogelijk afgelegen zijn kavel was. Het stond ook vol massieve bomen die enkel gerooid konden worden met de hulp van minstens vier à vijf mannen. Hij schreef een brief, rechtstreeks naar premier Mitchell, waarin stond dat zijn regering "moest worden opgehangen wegens misleiding". Mitchell reageerde onmiddellijk, vermoedelijk vreesde hij een public relationsprobleem, en zond Barbe More, een landinspecteur uit Bunbury. More ondervroeg Wozencraft en die stelde voor in de toekomst kavels toe te wijzen aan 4 à 5 mannen in een groep en aanvankelijk aan elke groep een expert toe te wijzen om raad te geven en steun te bieden.
De eerste groepsnederzetting werd gevormd in 1921 in Manjimup en bestond uit achttien kavels. Andere groepsnederzettingen werden gevestigd in Northcliffe, Denmark, Nornalup, Walepole en Bridgetown. Een programma om het wijde slik boven het Peel-Harvey-estuarium droog te leggen, werd in dezelfde periode opgestart. Hierdoor kwam potentiële landbouwgrond vrij op het landgoed van Thomas Peel, dat werd onderverdeeld en toegewezen aan vele groepen. De zanderige bodem was echter van slechte kwaliteit en ongeschikt voor veeteelt.
In 1924/25 vormde de regering een koninklijke commissie over de groepsnederzettingen. Het rapport van de commissie werd gepubliceerd op 9 juni 1925 en daarin stond te lezen:
(en) The new method of land settlement was put into effect in March 1921, when Group 1 was started on its way to Manjimup. This group in common with the first 40 inaugurated between this date and December 1922 was made up mainly of colonials or migrants of some years standing, but from then onwards the groups became composed almost entirely of migrants.
De nieuwe methode om land in gebruik te nemen werd voor het eerst toegepast in maart 1921 toen Groep 1 naar Manjimup trok. Deze groep bestond net als de 40 volgende, samengesteld tussen maart 1921 en december 1922, voornamelijk uit kolonialen en migranten die reeds enkele jaren ervaring hadden, maar van dan af werden de groepen samengesteld uit bijna enkel migranten.
In die tijd waren er 127 groepen actief in het zuidwesten van West-Australië. De oprichting van nieuwe groepen werd een tijdje gestopt maar dan weer hervat in Busselton, Northcliffe en Manjimup.
Philip Collier, Mitchells opvolger, steunde het programma en zette het verder gedurende zijn premierschap van 1924 tot 1930. Door de crisis van de jaren 30 en de ineenstorting van de prijzen voor zuivelproducten verlieten almaar meer kolonisten hun eigendommen. Politici riepen op tot het schrappen van het programma vanwege de druk op de financiën van de staat en de hoge graad van falingen. De laatste nederzetting werd opgericht in Northcliffe in mei 1928. In 1930 werd de hulp vanwege de overheid stopgezet en werd de verantwoordelijkheid over de resterende nederzettingen naar de Landbouwbank toegeschoven.

## Resultaat
Het programma zette een zuivelindustrie in de startblokken die vandaag nog haar dienst bewijst. Veel succesvolle hedendaagse landbouwbedrijven werken op grond gerooid en in productie gebracht door de groepen kolonisten. Ook werd een aantal dorpen, scholen en spoorverbindingen tot stand gebracht of uitgebreid. Meer dan 40000 hectare bos werd gerooid en dat kostte de overheid 3 miljoen pond.
Het dorpje Northcliffe werd genoemd naar een van de grote voorstanders en promotors van het programma, de Britse mediamagnaat Alfred Harmsworth, eerste burgraaf Northcliffe.
John Tonkin werkte vanaf 1923 een tijdje als leraar in schooltjes op de groepsnederzettingen van Nuralingup en Margaret River en was van 1971 tot 1974 premier van West-Australië. Hij was de enige leraar ooit die tot die functie kon opklimmen.
Na de Tweede Wereldoorlog werden veel van de verlaten groepsnederzettingen terug ingenomen door nieuwe immigranten onder een nieuw Soldier Settlement Scheme.
Het programma kreeg nog een opvolger, het Group Migration Scheme, met operatiebasis in Londen. Het werd door Digby Blight gecoördineerd van 1959 tot 1962.